# Реда (Равена)
Реда је насеље у Италији у округу Равена, региону Емилија-Ромања.
Према процени из 2011. у насељу је живело 870 становника. Насеље се налази на надморској висини од 20 м.